# USS Shubrick (DD-268)
USS Shubrick (DD-268) là một tàu khu trục lớp Clemson được Hải quân Hoa Kỳ chế tạo vào cuối Chiến tranh Thế giới thứ nhất. Trong Chiến tranh Thế giới thứ hai, nó được chuyển cho Hải quân Hoàng gia Anh, được đổi tên thành HMS Ripley (G79), và đã phục vụ cho đến khi xung đột kết thúc. Nó là chiếc tàu chiến thứ ba của Hải quân Hoa Kỳ được đặt tên theo Chuẩn đô đốc William Shubrick (1790-1874), người từng tham gia các cuộc Chiến tranh 1812 và Chiến tranh Mexico-Hoa Kỳ.

## Thiết kế và chế tạo
Shubrick được đặt lườn vào ngày 3 tháng 6 năm 1918 tại xưởng tàu Squantum Victory Yardcủa hãng Bethlehem Shipbuilding Corporation ở Squantum, Massachusetts. Nó được hạ thủy vào ngày 31 tháng 12 năm 1918, được đỡ đầu bởi bà Thomas A. Bayard, cháu nội đô đốc Shubrick; và được đưa ra hoạt động vào ngày 3 tháng 7 năm 1919 dưới quyền chỉ huy của Hạm trưởng, Thiếu tá Hải quân C. H. Boucher.

## Lịch sử hoạt động

### USSShubrick
Sau khi hoàn tất việc chạy thử máy ngoài khơi Newport, Rhode Island, Shubrick rời New York vào ngày 27 tháng 10 năm 1919 để đưa các đại biểu ngoại giao và tài chính đến Port-au-Prince, Haiti. Sau khi hoàn thành nhiệm vụ này vào ngày 31 tháng 10, nó tiếp tục đi sang vùng bờ Tây, đi đến San Diego, California vào ngày 27 tháng 11. Tại đây nó gia nhập một đội khu trục dự bị, và sau khi tiến hành các hoạt động thực tập không thường xuyên ngoài khơi San Diego, nó được cho xuất biên chế vào ngày 8 tháng 6 năm 1922.
Shubrick được cho nhập biên chế trở lại vào ngày 18 tháng 12 năm 1939 tại San Diego, không lâu sau khi Chiến tranh Thế giới thứ hai nổ ra tại Châu Âu. Nó được tái trang bị tại Xưởng hải quân Mare Island từ ngày 26 tháng 2 đến ngày 16 tháng 3 năm 1940, và đã rời San Diego để đi sang khu vực Đại Tây Dương vào ngày 22 tháng 3. Nó đặt căn cứ tại vùng biển Caribe cho đến ngày 29 tháng 6, và đã tham gia vào Lực lượng Tuần tra Tây vùng vịnh từ ngày 13 đến ngày 22 tháng 5. Từ ngày 2 tháng 7 đến ngày 30 tháng 8, nó tham gia huấn luyện cho nhân sự Hải quân Dự bị từ Miami, Florida, Boston, Massachusetts và New York. Sau đó nó được sửa chữa tại New York và Norfolk, Virginia trước khi lên đường vào ngày 6 tháng 11 để đi đến Halifax, Nova Scotia. Nó đi đến Halifax vào ngày 21 tháng 11, và được chuyển giao cho chính phủ Anh Quốc theo Thỏa thuận đổi tàu khu trục lấy căn cứ vào ngày 26 tháng 11. Tên nó được cho rút khỏi danh sách Đăng bạ Hải quân Hoa Kỳ vào ngày 8 tháng 1 năm 1941.

### HMSRipley
Con tàu được cho nhập biên chế cùng Hải quân Hoàng gia Anh cùng ngày 26 tháng 11 năm 1940 dưới tên gọi HMS Ripley. Nó được cải biến để tối ưu cho nhiệm vụ hộ tống tàu buôn bằng cách tháo dỡ ba trong số các khẩu pháo hải pháo 4 inch/50 caliber ban đầu và một dàn ống phóng ngư lôi ba nòng để giảm bớt trọng lượng nặng bên trên, lấy chỗ chứa thêm mìn sâu và trang bị một dàn súng cối chống tàu ngầm Hedgehog. Ripley được phân về Đội hộ tống B-7 thuộc Lực lượng Hộ tống Giữa đại dương, làm nhiệm vụ hộ tống các đoàn tàu vận tải vượt Đại Tây Dương trong mùa Đông 1942–1943 cho đến khi được đưa về lực lượng dự bị vào tháng 1 năm 1944. Nó bị tháo dỡ vào ngày 20 tháng 3 năm 1945 tại Sunderland, Anh Quốc.